# كريم أباد انصاري (فهرج)
كريم أباد أنصاري (بالفارسية: کریم‌آباد انصاری) هي قرية تقع في البلدة المركزية في إيران. يقدر عدد سكانها بـ 562 نسمة .